# Мару (суффикс)

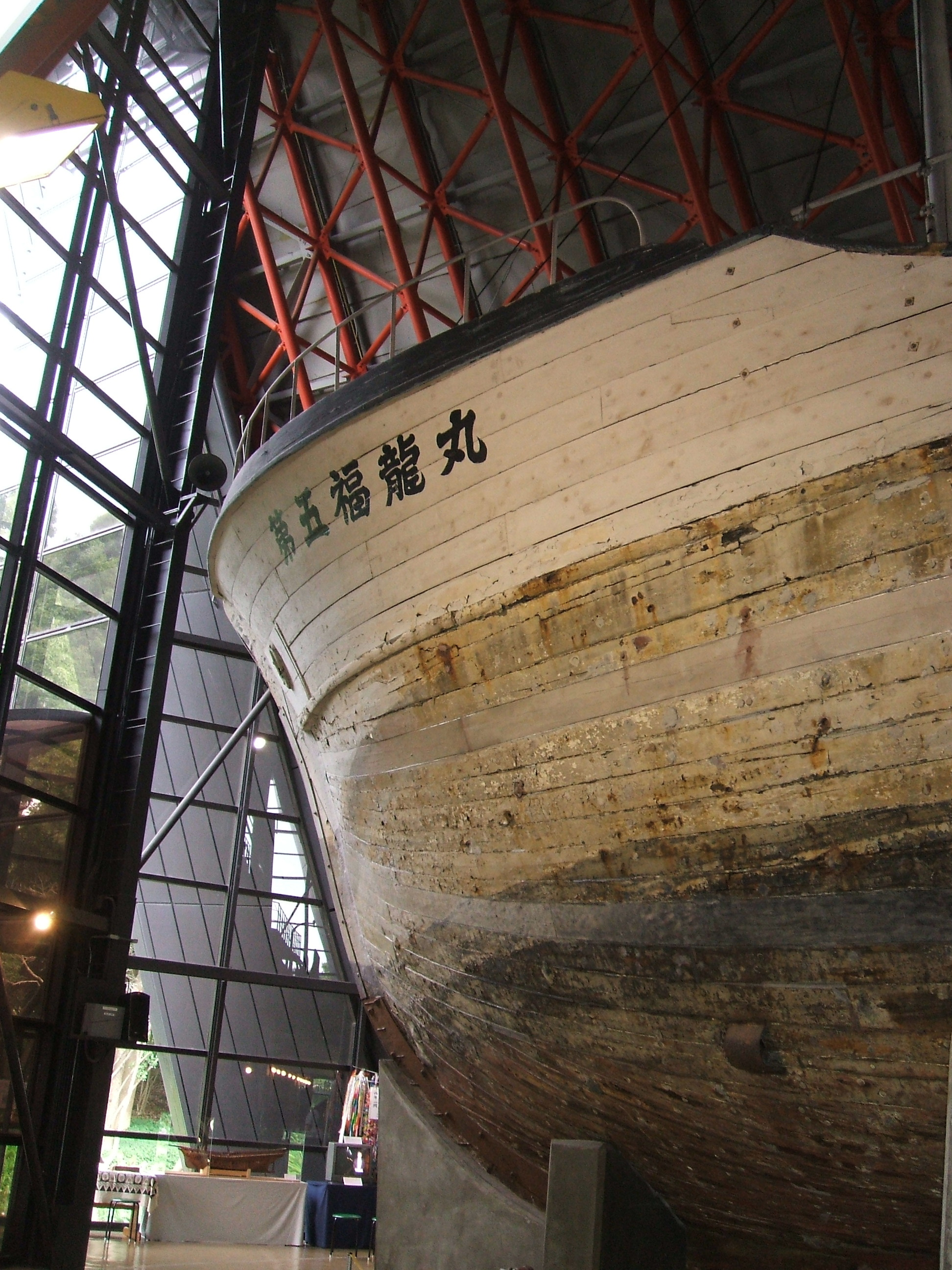
«Фукурю Мару номер 5»

-мару (яп. 丸) — суффикс к названию гражданских и промысловых судов Японии.
Суффикс «мару» стали добавлять к названиям японских судов в начале XII века. В Японии этот иероглиф обозначает такие понятия, как «круг», «идущий вокруг», «шарик», а также «законченность», «высшая степень чего-либо». Например, в современной японской школе оценка «мару» означает отличное знание предмета. Примечательно, что государственный флаг Японии — белое полотнище с красным кругом — «солнечный диск» — называется «Хиномару» (яп. 日の丸, «солнечный круг»). В мировом флоте даже существует термин «мару-шип» — так обозначают весь торговый японский флот.

## Этимология
Существует несколько версий происхождения традиции добавления суффикс «мару» к названиям судов. Самая распространённая теория состоит в том, что корабли представлялись японцам плавучими замками, и добавление «мару» к названию корабля было призвано оградить его, словно магическим кругом, от всех бед и несчастий. Постепенно «мару» стало означать не только «завершённость», но и «защищённость», «мощь».
«Мару» для японцев звучит приятно, потому что его используют как суффикс для выражения нежности и умиления. В старые времена «мару» добавлялось к именам мальчиков, как пожелание родителей, чтобы их ребёнок рос здоровым и счастливым. Это прибавка к имени показывала, что родители гордятся своим сыном, возлагают на него большие надежды. В любом случае, в применении этого суффикса выражалась симпатия и любовь. Предполагают, что по этой же причине моряки добавляли «мару» к названиям своим кораблей.
Одно из самых распространённых объяснений происхождения «морского» «мару» связано с обычаем в странах Востока прибавлять к именам пожилых и наиболее достойных граждан суффиксы, имеющие значение «уважаемый» и т. п.
«Хакудо Мару» — имя небесного существа в японской мифологии, который, согласно легенде, пришёл на Землю 5000 лет назад и научил островных жителей строить корабли. И имя «мару» в названиях судов обеспечивает им защиту небесного покровителя в плавании.
В мировой истории наиболее известны следующие японские суда с приставкой «мару»:
- «Nippon Maru» — военный флагманский корабль флота Тоётоми Хидэёси — даймё, военного и политического деятеля Японии, жившего в XVI веке. Это был первый известный исторический корабль со словом «мару» в названии.
- «Komagata Maru» (яп. 駒形丸) — судно, в 1914 году перевозившее индийских иммигрантов в Канаду. На берег не было разрешено сойти пассажирам азиатского происхождения. Это привело к нашумевшему политическому инциденту, связанному с нарушением прав человека.[1] В 2004 году по этим событиям был снят фильм под названием «Komagata Maru».
- «Монтевидео-мару» — японский корабль, торпедированный 1 июля 1942 американской подводной лодкой USS Sturgeon во время Второй мировой войны. Затонул за 11 мин, погибло более 1000 австралийских военнопленных и гражданских лиц. Эта трагедия считается крупнейшей морской катастрофой в истории Австралии.
- «Ниппон-мару» (яп. 日本丸 (2代)) — японское парусное учебное судно.
- «Ниссин-мару» — японское китобойное судно, участвовавшее в столкновениях с судами Гринписа в 1999 и 2006 годах и с морскими пограничными судами в 2013 году.
- «Фукурю-мару номер 5» (яп. 第五 福龍丸, в переводе — «Счастливый дракон»), которая 1 марта 1954 года оказалась в районе испытания американской водородной бомбы («Кастл Браво») на атолле Бикини. Весь экипаж шхуны — 23 человека — получил тяжёлые лучевые поражения. В 2007 году это судно сделали музеем в выставочном павильоне Токио.